# Satoru Nakadžima
Satoru Nakadžima (japonsko 中嶋 悟), japonski dirkač Formule 1, * 23. februar 1953, Okazaki, Japonska.
Satoru Nakadžima je upokojeni japonski dirkač Formule 1. Debitiral je v sezoni 1987, ko je s šestim mestom že na drugi dirki za Veliko nagrado San Marina dosegel prvo točko. To mu je uspelo še trikrat v sezoni, tudi za četrto mesto na Veliko nagrado Velike Britanije, kar je njegov najboljši rezultat kariere. Po slabši sezoni 1988 z le enim šestim mestom je v sezoni 1989 dosegel še drugo in zadnje četrto mesto v karieri na dirki za Veliko nagrado Avstralije. Po treh šesti mestih v sezoni 1990 in enem petem mestu v sezoni 1991 se je upokojil.

## Popoln pregled rezultatov Formule 1
(legenda) (odebeljene dirke pomenijo najboljši štartni položaj, poševne pa najhitrejši krog, †-uvrščen kljub odstopu)
| Leto | Moštvo                      | Šasija      | Motor       | 1     | 2       | 3       | 4       | 5        | 6        | 7       | 8       | 9       | 10      | 11      | 12      | 13      | 14      | 15      | 16      | Prv | Toč |
| ---- | --------------------------- | ----------- | ----------- | ----- | ------- | ------- | ------- | -------- | -------- | ------- | ------- | ------- | ------- | ------- | ------- | ------- | ------- | ------- | ------- | --- | --- |
| 1987 | Camel Team Lotus Honda      | Lotus 99T   | Honda V6    | BRA 7 | SMR 6   | BEL 5   | MON 10  | VZDA Ret | FRA NC   | VB 4    | NEM Ret | MAD Ret | AVT 13  | ITA 11  | POR 8   | ŠPA 9   | MEH Ret | JAP 6   | AVS Ret | 12. | 7   |
| 1988 | Camel Team Lotus Honda      | Lotus 100T  | Honda V6    | BRA 6 | SMR 8   | MON DNQ | MEH Ret | KAN 11   | VZDA DNQ | FRA 7   | VB 10   | NEM 9   | MAD 7   | BEL Ret | ITA Ret | POR Ret | ŠPA Ret | JAP 7   | AVS Ret | 16. | 1   |
| 1989 | Camel Team Lotus            | Lotus 101   | Judd V8     | BRA 8 | SMR NC  | MON DNQ | MEH Ret | ZDA Ret  | KAN DNQ  | FRA Ret | VB 8    | NEM Ret | MAD Ret | BEL DNQ | ITA 10  | POR 7   | ŠPA Ret | JAP Ret | AVS 4   | 21. | 3   |
| 1990 | Tyrrell Racing Organisation | Tyrrell 018 | Cosworth V8 | ZDA 6 | BRA 8   |         |         |          |          |         |         |         |         |         |         |         |         |         |         | 15. | 3   |
| 1990 | Tyrrell Racing Organisation | Tyrrell 019 | Cosworth V8 |       |         | SMR Ret | MON Ret | KAN 11   | MEH Ret  | FRA Ret | VB Ret  | NEM Ret | MAD Ret | BEL Ret | ITA 6   | POR DNS | ŠPA Ret | JAP 6   | AVS Ret | 15. | 3   |
| 1991 | Braun Tyrrell Honda         | Tyrrell 020 | Honda V10   | ZDA 5 | BRA Ret | SMR Ret | MON Ret | KAN 10   | MEH 12   | FRA Ret | VB 8    | NEM Ret | MAD 15  | BEL Ret | ITA Ret | POR 13  | ŠPA 17  | JAP Ret | AVS Ret | 15. | 2   |